# Pekings järnvägsstation

Pekings järnvägsstation, 1959

Pekings järnvägsstation (北京站; Běijīngzhàn) är en järnvägsstation i Peking i Kina. Pekings järnvägsstation ligger 2,5 km öster om Himmelska fridens torg precis söder om Chang'anavenyn innanför östra Andra ringvägen i Dongchengdistriktet. Pekings järnvägsstation, som öppnade 1959, är den äldsta ock centralaste järnvägsstationen i Peking. Pekings järnvägsstation har 14 plattformar, varav 2 är anpassade för snabbtåg.
Pekings järnvägsstation upptar 250 000 m². Stationen har sex VIP-hallar, fyra ordinarie vänthallar och en vänthall med vadderade stolar och fyra vänthallar för speciella passagerare. Stationen är uppbyggd i tre nivåer. På andra våningen finns vänthallar, snabbköp, affärer och restauranger. På första våningen finns plattformarna och biljettautomater och biljettkontor. Källarnivån är tunnelbanan med anslutning till Linje 2.
Pekings järnvägsstation trafikeras av både reguljärtrafik, snabbtåg (mot nordost) och internationella destinationer.
Internationella avgångar:
- Mongoliet, Ulan Bator
- Ryssland, Moskva
- Nordkorea, Pyongyang
- Vietnam, Hanoi